# Paul Puchmüller
Paul Puchmüller (ur. 8 września 1875 w Słupsku, zm. 12 października 1942 w Sopocie) – sopocki architekt i scenograf z przełomu XIX i XX wieku.

## Życiorys
Absolwent Wydziału Architektury Królewskiej Wyższej Szkoły Technicznej (Königlich Technische Hochschule Charlottenburg) w Berlinie. Pierwsze projekty realizował w Berlinie (1892-1894), następnie przeniósł się do Sopotu, gdzie w latach 1901–1922 pełnił funkcję budowniczego (architekta) miejskiego (Stadtbaumeister). Miał duży wpływ na współczesną architekturę Sopotu, również osobisty do niej wkład. W marcu 2008 Muzeum Sopotu poświęciło mu specjalną ekspozycję pt. Paul Puchmüller. Architekt, który przemienił Sopot w miasto.
Jego autorstwa były scenografie do oper Richarda Wagnera wystawianych w sopockiej Operze Leśnej (po 1924).
Był członkiem loży masońskiej (1903-30).
Został pochowany w Sopocie na cmentarzu ewangelickim, obecnie komunalnym.
2 września 2021 Rada Miasta Sopotu wyraziła zgodę na realizację w mieście pomnika Puchmüllera.

## Lista najbardziej znaczących realizacji

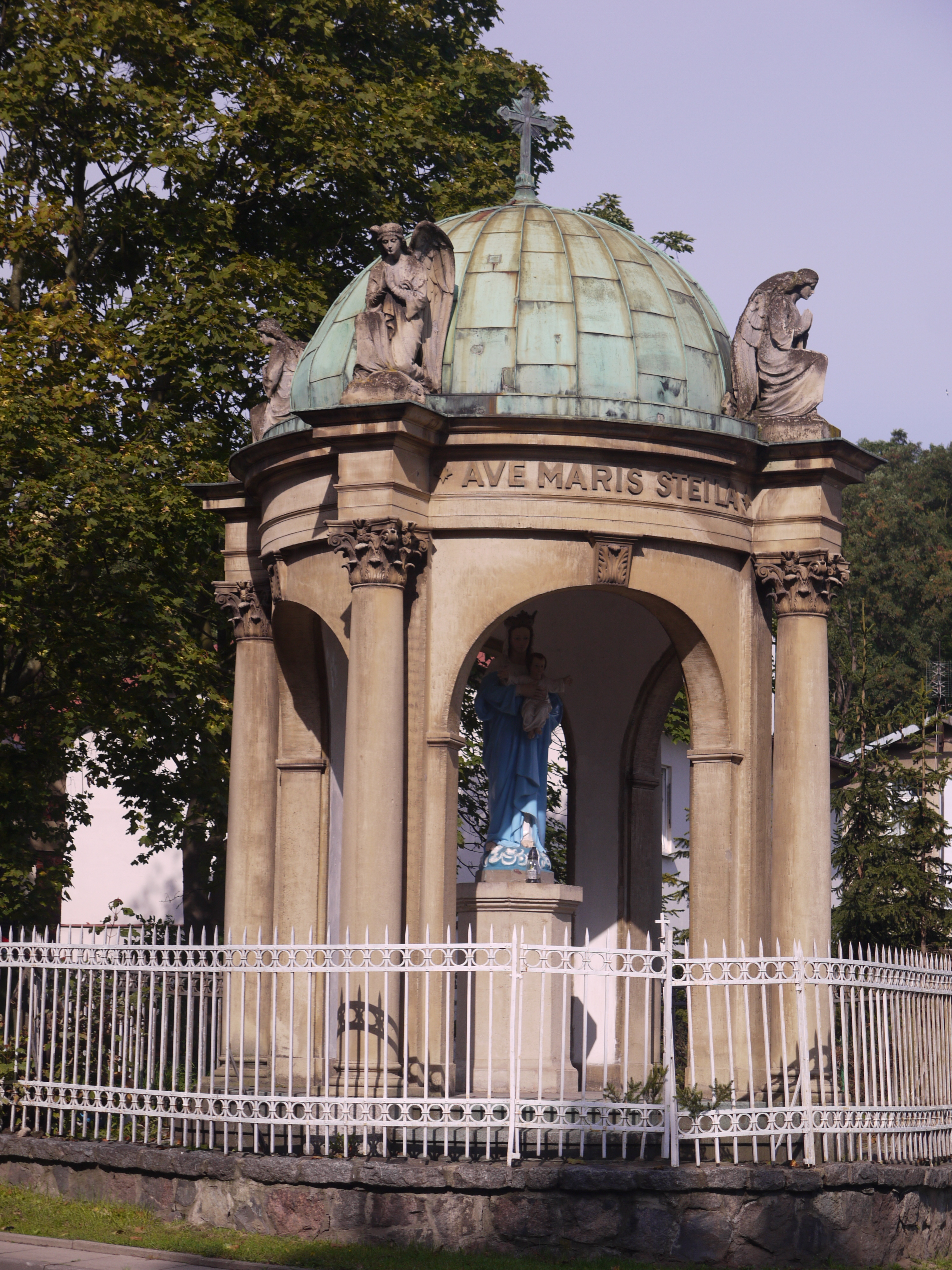
Kapliczka Stella Maris w Sopocie z 1928, zaprojektowana przez Paula Puchmüllera

- budynek mieszkalny przy Frankenstraße 14 w Berlinie (1892-1894), wraz z Eduardem Sandenem[4]
- budynek mieszkalny przy Kyffhäuserstraße 10 w Berlinie (1892-1894), wraz z Eduardem Sandenem[5]
- budynek mieszkalny przy Kyffhäuserstraße 9 w Berlinie (1893-1894)[6]
- Łazienki Północne (1903)
- Zakład Kąpielowy, pl. Zdrojowy (1903-1904), wraz z Heinrichem Dunkelem
- szkoła dla dziewcząt, obecnie II Liceum Ogólnokształcące, al. Niepodległości 749 (1903-1904)
- Łazienki Południowe (1907)
- gimnazjum realne, obecnie Wydział Zarządzania Uniwersytetu Gdańskiego, ul. Armii Krajowej 101 (1907–1909)
- III Dom Kuracyjny w Sopocie (1910) (współautorstwo)
- remiza Straży Pożarnej (1910)[7]
- ratusz, ul. Kościuszki 25-27 (1910–1911)
- osiedle przy pl. Rybaków (1914)